# Onthophagus gulmarri
Onthophagus gulmarri là một loài bọ cánh cứng trong họ Bọ hung (Scarabaeidae).